# Скай (острів)
Скай (англ. Isle of Skye, шотл. гел. An t-Eilean Sgitheanach) — острів архіпелагу Внутрішні Гебриди, входить до складу адміністративної одиниці Гайленд.
Станом на 2001 р. населення острова становило 9 232 жителів, це четвертий за кількістю населення острів Шотландії. Найбільше містечко острова — Портрі. Максимальна кількість жителів на острові була в 1841 р. — 23 082 жителів.
Площа Скаю — 1 660 км², він є другим за розміром островом Шотландії, після острова Льюіс та Гарріс. Острів горбистий, найвища вершина Сгур Аласдайр сягає 993 м над рівнем моря.
Берегова лінія острова нерівна, з великими затоками й півостровами. Основні півострови на Скаї «Тротерниш» (англ. Trotternish), «Ватерниш» (англ. Waternish), «Д'юриниш» (англ. Duirinish), «Мингиниш» (англ. Minginish), «Страйтгарт» (англ. Strathaird) на заході та «Сліт» (англ. Sleat) на півдні. Скай оточений іншими островами, основні з яких: Іслей (англ. Isay), Лонглей (англ. Longay), Пабей (англ. Pabay), Раасей (англ. Raasay), Рона (англ. Rona), Скалпей (англ. Scalpay), Соай (англ. Soay), Лонгей (англ. Longay), та Вей (англ. Wiay).
Атлантичний океан та Гольфстрим створюють помірний океанічний клімат. Температури: середньосічнева — приблизно 6,5 °C та середньолипнева 15,4 °C . Сніг рідко лежить на рівні моря, мороз буває рідше, ніж у прилеглих частинах острова Велика Британія. Лімітуючим фактором для вегетації є вітер, швидкість якого досягає до 128 км/год. Щорічна норма опадів становить від 1500 до 2000 мм. «Тротерниш» (англ. Trotternish) має до 200 годин сонячних у травні, найсонячнішому місяці.
Гельська мова рідна для багатьох жителів острова, хоча відсоток її носіїв невпинно зменшується. У 1971 р. 75 % населення говорили гельською, а в 2001 р. лише 31 %.
«Міст Скай» (англ. Skye Bridge) з'єднує острів з Великою Британією. Пороми перевозять пасажирів і транспортні засоби між «Армадейлем» (англ. Armadale) на Скаї до «Малайги» (англ. Mallaig), і від «Кейлергі» (англ. Kylerhea) до «Гленелг» (англ. Glenelg). Є поромні переправи також між островами Внутрішніх Гебридів і Зовнішніх Гебридів
Цікаві місця на острові включають:
- Замок Данвеган (англ. Dunvegan Castle) — головний замок Клану Маклеод протягом 800 років, найстаріший населений замок Британії.
- Замок Армадейд (англ. Armadale Castle) — будинок Клану Макдональд

## Галерея

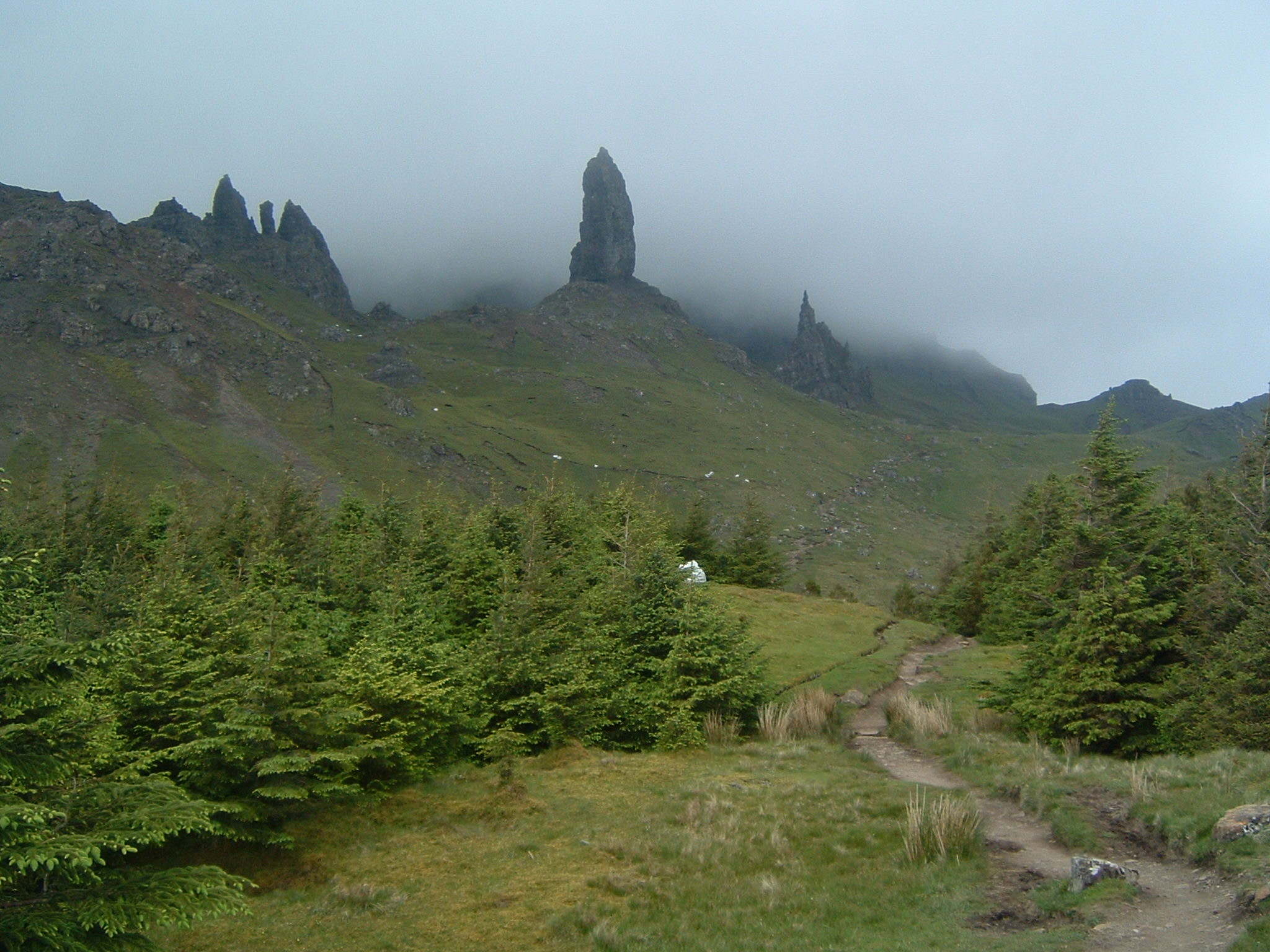
Скеля Старий чоловік
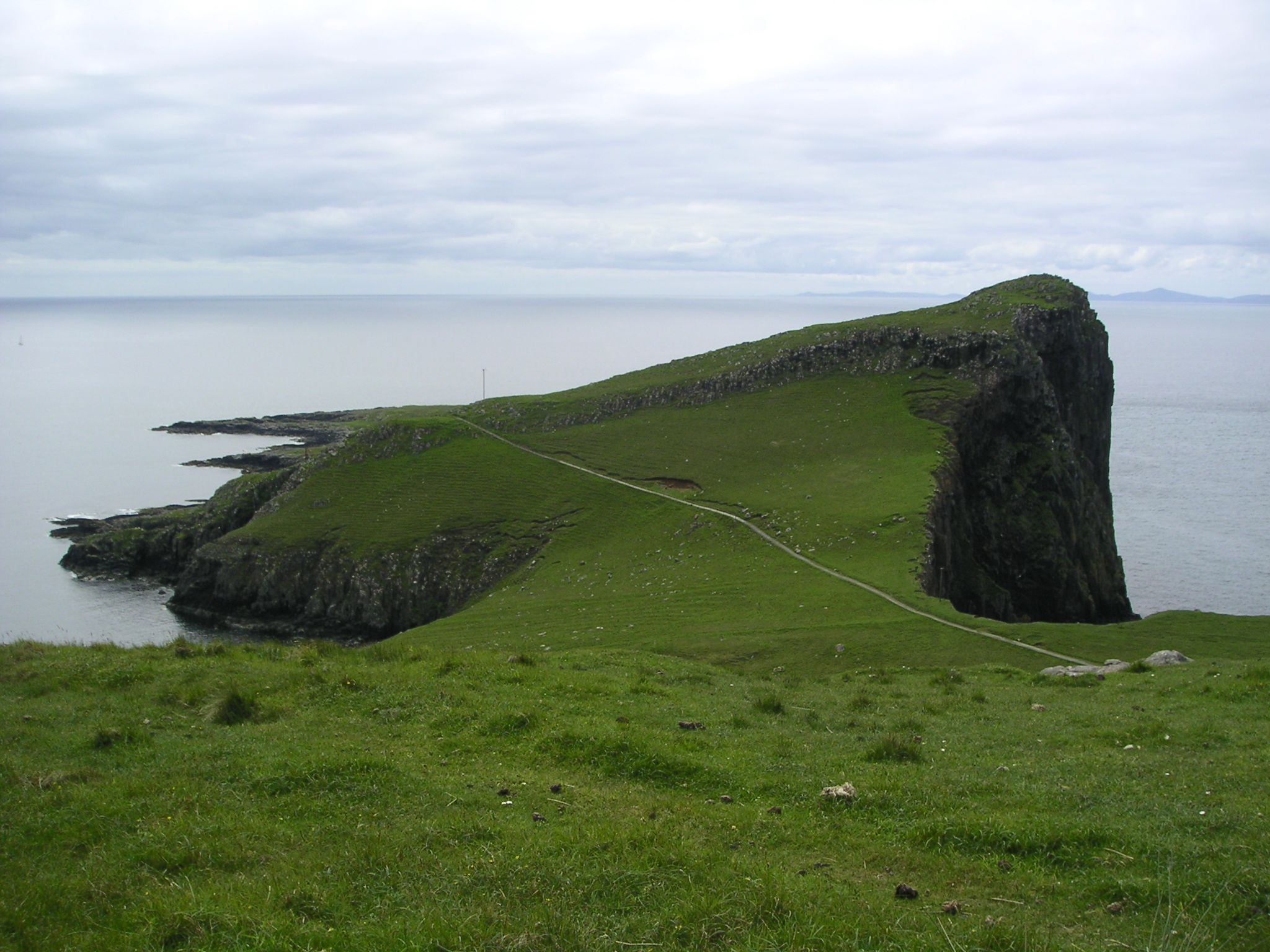
Мис Нейст
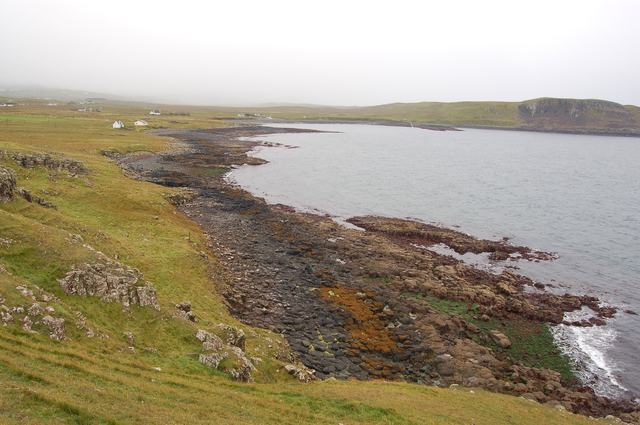
Пляж Борнескетайг
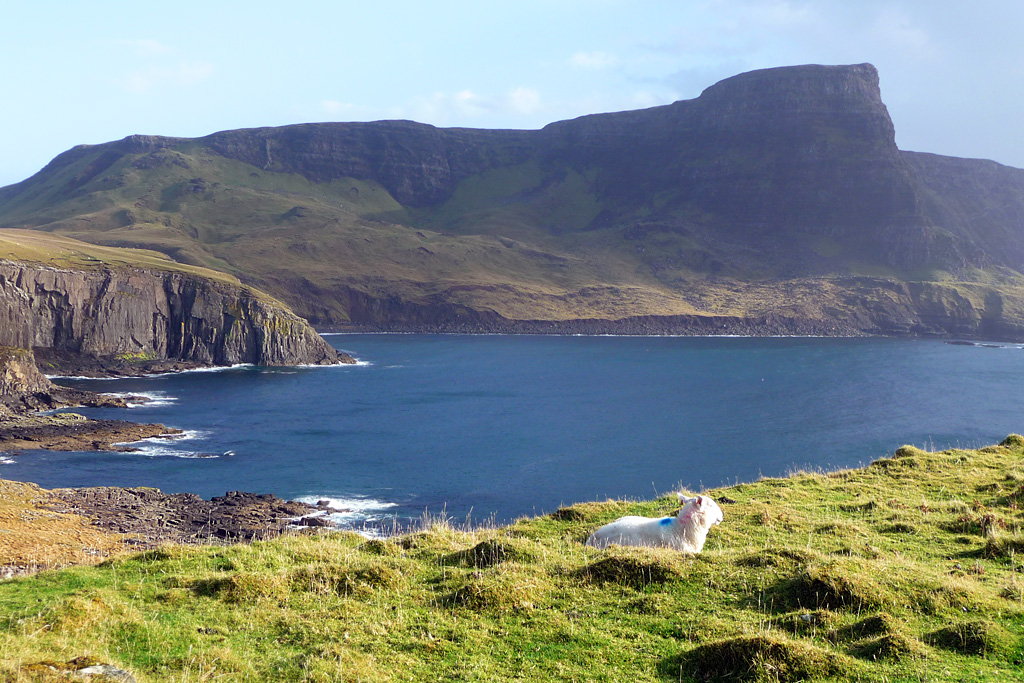
Ватерстейн-Гед